# Adelheid Christine zu Schaumburg-Lippe

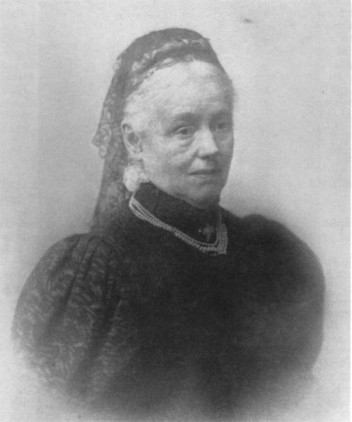
Adelheid Christine zu Schaumburg-Lippe

Adelheid Christine zu Schaumburg-Lippe (* 9. März 1821 in Bückeburg, Schaumburg-Lippe; † 30. Juli 1899 in Itzehoe, Schleswig-Holstein, Deutsches Kaiserreich) war ein Mitglied von Geburt des deutschen Adelshauses Schaumburg-Lippe. Durch ihre Heirat mit Friedrich von Schleswig-Holstein-Sonderburg-Glücksburg war Adelheid Schwägerin von Christian IX. von Dänemark. Von 14. Oktober 1878 bis 27. November 1885 war sie Herzogin von Schleswig-Holstein-Sonderburg-Glücksburg.

## Familie
Adelheid war die zweite Tochter von Georg Wilhelm von Schaumburg-Lippe und Prinzessin Ida von Waldeck-Pyrmont und jüngere Schwester von Adolf I. Georg von Schaumburg-Lippe. Ihre beiden jüngeren Geschwister waren Wilhelm zu Schaumburg-Lippe und Mathilde zu Schaumburg-Lippe.

## Ehe und Nachkommen
Adelheid heiratete Friedrich von Schleswig-Holstein-Sonderburg-Glücksburg (später Herzog von Schleswig-Holstein-Sonderburg-Glücksburg), den zweiten Sohn von Friedrich Wilhelm von Schleswig-Holstein-Sonderburg-Glücksburg und Louise Karoline von Hessen-Kassel, am 16. Oktober 1841 in Bückeburg, Schaumburg-Lippe. Sie hatten folgende Kinder:
- Marie Karoline Auguste Ida Louise von Schleswig-Holstein-Sonderburg-Glücksburg (27. Februar 1844–16. September 1932), heiratete Guillaume von Hessen-Philippsthal-Barchfeld (1831–1890)
- Friedrich Ferdinand von Schleswig-Holstein-Sonderburg-Glücksburg (12. Oktober 1855–21. Januar 1934).
- Luise Karoline Juliane von Schleswig-Holstein-Sonderburg-Glücksburg (6. Januar 1858–2. Juli 1936), heiratete Georges-Victor von Waldeck-Pyrmont.
- Marie Wilhelmine Louise Ida Frederike Mathilde Hermine von Schleswig-Holstein-Sonderburg-Glücksburg (31. August 1859–26. Juni 1941).
- Albert zu Schleswig-Holstein-Sonderburg-Glücksburg (15. März 1863–23. April 1948).